# 타페야라
타페야라(Tapejara)는 중생대 백악기 전기, 오늘날 남아메리카에서 서식한 익룡의 일종이다. 학명은 브라질의 원주민인 투피족(Tupi)의 신화에서 "오래된 존재"를 나타내는 단어에서 유래되었다. 날개를 폈을 때 총 길이는 약 1.3m 정도 된다. 같은 시대 익룡 중에서는 작은 편에 속한다. 식성은 육식이다.